# Miller (Dakota Południowa)
Miller – miasto w Stanach Zjednoczonych, w stanie Dakota Południowa, siedziba administracyjna hrabstwa Hand.